# Сідні Больдт-Крістмас
Сідні Больдт-Крістмас (швед. Sidney Boldt-Christmas, 8 серпня 1924 — 15 жовтня 2016) — шведський яхтсмен.
Срібний призер Олімпійських Ігор 1952 року в класі Дракон.